# Couvent du chapitre de Saint-Chamant
Le couvent du chapitre de Saint-Chamant est un couvent situé en France sur la commune de Saint-Chamant, en région Auvergne-Rhône-Alpes.

## Historique
Le chapitre de Saint-Chamant, fondé en 1484 par Robert de Balsac avec l’accord du pape Sixte IV, comprenait une église, une salle capitulaire, des logements, des services, un cloître et des jardins. Il en reste aujourd'hui plusieurs éléments architecturaux notables comme un escalier à vis, des encadrements en pierre, des cheminées monumentales et un four,.

### Protection
Le couvent est inscrit au titre des monuments historiques par arrêté du 3 décembre 2001.